# Анхра Майню
Анхра Майню („разрушителен дух“), наричан и със средноперсийското име Ариман или Ахриман, е свръхестествено същество в зороастризма, персонификация на злото. Концепцията за Анхра Майню, противопоставен на бог Ахура Мазда, изглежда е създадена от Зороастър, като самият той в по-ранните си текстове използва името само като нарицателно.